# The Platinum Collection (Deep Purple)
The Platinum Collection è un album di raccolta del gruppo rock britannico Deep Purple, pubblicato nel 2005.

## Tracce
Tutte le tracce sono state scritte da Ian Gillan, Ritchie Blackmore, Roger Glover, Jon Lord e Ian Paice, eccetto dove indicato.

### Disco 1
1. Hush – 4:26 (Joe South)
2. Mandrake Root – 6:11 (Rod Evans, Blackmore, Lord)
3. Hey Joe – 7:27 (Billy Roberts)
4. Kentucky Woman – 4:42 (Neil Diamond)
5. Wring That Neck – 5:12 (Blackmore, Nick Simper, Lord, Paice)
6. Shield – 6:03 (Evans, Blackmore, Lord)
7. Bird Has Flown – 2:53 (Evans, Blackmore, Lord)
8. Emmaretta – 3:07 (Evans, Blackmore, Lord)
9. Hallelujah – 3:41 (Roger Cook, Roger Greenaway)
10. Black Night (Single version) – 3:27
11. Speed King – 5:51
12. Flight of the Rat – 7:52
13. Child in Time – 10:20

### Disco 2
1. Fireball – 3:24
2. Strange Kind of Woman – 3:51
3. Demon's Eye – 5:20
4. No One Came (1996 remix) – 6:24
5. Highway Star (1997 remix) – 6:29
6. Smoke on the Water – 5:41
7. When a Blind Man Cries (1997 remix) – 3:30
8. Space Truckin' (1997 remix) – 4:56
9. Lazy (Live) – 10:33
10. Never Before (Live) – 3:57
11. Woman from Tokyo – 5:49
12. Smooth Dancer – 4:09
13. Mary Long – 4:24
14. Burn (Single edit) – 4:33 (David Coverdale, Blackmore, Lord, Paice)

### Disco 3
1. Might Just Take Your Life – 4:38 (Coverdale, Blackmore, Lord, Paice)
2. Coronarias Redig – 4:53 (Blackmore, Lord, Paice)
3. Stormbringer – 4:05 (Coverdale, Blackmore)
4. Hold On – 5:05 (Coverdale, Glenn Hughes, Lord, Paice)
5. Soldier of Fortune – 3:14 (Coverdale, Blackmore)
6. Mistreated (interpolating Rock Me Baby) – 11:35 (Live; Coverdale, Blackmore, Joe Joesa, B.B. King)
7. You Keep on Moving – 5:18 (Coverdale, Hughes)
8. Love Child – 3:05 (Coverdale, Tommy Bolin)
9. Drifter – 4:00 (Coverdale, Bolin)
10. Perfect Strangers – 6:23 (Live; Blackmore, Gillan, Glover)
11. Vavoom: Ted the Mechanic – 4:33 (Live; Gillan, Steve Morse, Roger Glover, Lord, Paice)
12. Any Fule Kno That – 4:28 (Gillan, Morse, Glover, Lord, Paice)
13. Bludsucker (1998 version of Bloodsucker (from Deep Purple in Rock)) – 4:27
14. Sun Goes Down – 4:15 (Gillan, Morse, Glover, Don Airey, Paice)